# 德布拉·福斯特
德布拉·福斯特（英語：Debra Forster，1961年8月25日—），澳大利亚女子游泳运动员，主攻仰泳。她曾代表澳大利亚参加1978年英联邦运动会游泳比赛，获得女子100米仰泳金牌和女子4×100米混合泳接力银牌。